# Neurosífilis
La neurosífilis és la infecció del sistema nerviós central en un pacient amb sífilis. A l'era dels antibiòtics moderns, la majoria dels casos de neurosífilis s'han reportat en pacients amb infectats pel VIH. La meningitis és la presentació neurològica més freqüent en la sífilis precoç. Els símptomes i signes de la sífilis terciària consisteixen en la neurosífilis, encara que la neurosífilis pot ocórrer en qualsevol etapa de la infecció.
Per diagnosticar la neurosífilis, els pacients se sotmeten a una punció lumbar per obtenir líquid cefalorraquidi (LCR) per analitzar-lo. El LCR es prova per a anticossos per a antígens de Treponema pallidum. La prova preferida és la VDRL, que sovint es complementa amb la FTA-ABS.
Històricament, la malaltia es va estudiar sota l'estudi de Tuskegee, sovint citat com un exemple d'experimentació humana poc ètica. L'estudi es va fer sobre aproximadament 400 homes afroamericans amb sífilis no tractada que van ser seguits entre 1932 i 1972 i es van comparar amb aproximadament 200 homes sense sífilis. L'estudi va començar sense el consentiment informat dels subjectes i el Servei de Salut Pública dels Estats Units el va continuar fins al 1972. Els investigadors no van notificar ni van proporcionar tractament als pacients tot i saber que la penicil·lina s'havia trobat que era una cura eficaç per a la neurosífilis. Després de quatre anys de seguiment, es va identificar neurosífilis en el 26,1% dels pacients enfront del 2,5% dels controls. Després de 20 anys de seguiment, el 14% presentava signes de neurosífilis i el 40% havia mort per altres causes.

## Signes i símptomes
Els signes i símptomes de la neurosífilis varien segons l'etapa de la malaltia de la sífilis. Les etapes de la sífilis es classifiquen en primàries, secundàries, latents i terciàries. És important tenir en compte que la neurosífilis pot ocórrer en qualsevol etapa de la infecció.
La meningitis és la presentació neurològica més freqüent en la sífilis precoç. Normalment, es produeix en l'etapa secundària, que sorgeix dins d'un any des de la infecció inicial. Els símptomes són similars a altres formes de meningitis. La més comuna associada a la meningitis neurosifilítica és la paràlisi de nervis cranials, especialment del nervi facial.
La sífilis meningovascular sol aparèixer en la sífilis tardana, però pot afectar aquells amb malaltia precoç. Es deu a la inflamació de la vasculatura que subministra el sistema nerviós central, produint isquèmia. Normalment, es produeix entre 6 i 7 anys després de la infecció inicial i pot afectar les persones amb malaltia primerenca. Pot presentar-se com a ictus o infart de la medul·la espinal. Els signes i símptomes varien segons el territori vascular implicat. L'artèria cerebral mitjana és la més freqüentment afectada.
La sífilis parenquimatosa es produeix anys o dècades després de la infecció inicial. Es presenta amb la constel·lació de símptomes coneguda com a tabes dorsal, a causa d'un procés degeneratiu de les columnes posteriors de la medul·la espinal. La constel·lació inclou pupil·la d'Argyll Robertson, marxa atàxica de base ampla, parestèsies, incontinència urinària o fecal, pèrdua d'equilibri i sentit vibratori, pèrdua de sensació de dolor profund i temperatura, dolor gastrointestinal episòdic agut, articulacions de Charcot i parèsia general.
Els gomes també poden presentar-se amb inflamació destructiva i lesions que ocupen espai. És causada per un granuloma que destrueix els òrgans, i sovint impliquen el frontal i lòbul parietal del cervell.